# Рогалик святого Мартина
Рогалик Святого Мартина, или святомартинский рогалик (пол. rogal świętomarciński) — круассан с начинкой из белого мака, который традиционно готовят в Познани и некоторых частях Великопольского воеводства по случаю Дня святого Мартина (11 ноября).
Постановлением ЕС № 1070/2008 от 30 октября 2008 года название rogal świętomarciński было внесено в реестр охраняемых обозначений происхождения и охраняемых географических указаний в Европейском союзе.

## История
Традиция рогалика восходит к языческим временам, когда во время осеннего пира богам приносили в жертву волов или, вместо них, тесто, скрученное в бычьи рога. Римско-католическая церковь в Польше переняла этот обычай и связала его с фигурой святого Мартина. Форма теста была интерпретирована как отсылка к подкове, которую потерял конь святого.
В Познани традиция выпекания «рогалика» на 11 ноября засвидетельствована в 1860 году, когда в Dziennik Poznański была опубликована самая старая известная реклама этой выпечки.
Существует также популярная легенда о том, что традиция в её нынешнем виде зародилась в ноябре 1891 года. С приближением Дня святого Мартина приходской священник прихода святого Мартина отец Ян Левицкий призвал верующих сделать что-нибудь для бедных, следуя примеру святого покровителя. Присутствовавший на мессе кондитер Юзеф Мельцер, работавший в соседней кондитерской, уговорил своего босса возродить старую традицию. Состоятельные познанцы покупали деликатес, а бедняки получали его бесплатно. Обычай выпечки в 1901 году переняла Ассоциация кондитеров. После Первой мировой войны Францишек Рончинский вернулся к традиции дарить подарки бедным, а после Второй мировой войны Зигмунт Васиньский возродил традицию выпечки рогалика.

## Ингредиенты
Начинка должна состоять из белого мака, ванили, измельченных фиников или инжира, изюма и сливок. Рогалик покрывают сахарной глазурью и посыпают молотыми орехами.